# دم‌چارگوشی
دم‌چارگوشی (نام علمی: Tetragonurus) نام یک سرده از راسته سوف‌ماهی‌سانان است.